# Zajednički gama lanac
Zajednički gama lanac citokinskih receptora, γc ili CD132, je citokinski receptor podjedinica koja je zajednička za receptorske komplekse za najmanje šest različitih interleukinskih receptora: IL-2R, IL-4R, IL-7R, IL-9R, IL-15R i IL-21R. γc glikoprotein je član Tip I citokinske familije receptora koja je izražena kod većinskog dela limfocitne populacije (belih krvnih zrnaca). Gen ovog proteina se nalazi na X-hromozomu kod sisara.

## Struktura
γc lanac je integralni membranski protein koji se proteže kroz ćelijsku membranu, sa ekstracelularnim, transmembranskim i citosolnim (unutar ćelije) domenima.

## Ligandi
The γc lanac zajedno sa drugim ligand-specifičnim receptorima omogućava limfocitima da odgovore citokine kao što su IL-2, IL-4, IL-7, IL-9, IL-15 i IL-21. Limfociti koji izražavaju zajednički gama lanac mogu da formiraju funkcionalne receptore za ove citokine.

## Gen
Kod ljudi, IL2RG gen kodira zajednički gama lanac.

## Klinički značaj
Defekti u γc lancu su vodeći razlog X-vezane teške kombinovane imunodeficijencije (X-SCID) kod ljudi. Ti bolesnici nemaju funkcionalnu imunost i umiru u toku prvih nekoliko meseci života bez uspešnog transplanta kičmene moždine, ili izolacije od patogena. Mutacije koje rezultuju u gubitku γc lanca, ili signal prenosnog citosolnog domena, dovode do ovog poremećaja. U odsustvu važnih razvojnih signala od IL-7 i IL-15, T-ćelije i NK ćelije ne mogu da se razviju. Eksperimenti na životinjskim modelima su pokazali da se X-SCID javlja na sličan način kod pasa, ali ne kod miševa. Manje katastrofalni defekti gena γc lanca mogu dovesti do X-vezane kombinovane imunodeficijencije (X-CID), jednog lakšeg oblika imunodeficijencije.

## Spoljašnje veze
- Interleukin+Receptor+Common+gamma+Subunit на 